# Движение без остановки запрещено со всех направлений
Движение без остановки запрещено в любом направлении (англ. All-way stop) — способ организации движения на перекрестке, который обязывает остановиться транспортные средства, движущиеся в любом направлении. Применяется в основном на перекрёстках с низкой интенсивностью движения и является распространенным в странах как США, Канада, ЮАР, Либерия, Мексика, и на некоторых перекрёстках в Австралии и Швеции. Знаки на этих перекрёстках могут быть оборудованными дополнительными табличками, на которых указано количество направлений.

## Правила проезда
Во всех штатах США правила проезда таких перекрёстков одинаковы. Водитель, приближающийся к такому перекрёстку, должен полностью остановиться у стоп-линии, а при её отсутствии — у пешеходного перехода. У пешеходов всегда есть преимущество перехода дороги по этим перекрёсткам, даже если не нанесена разметка пешеходного перехода.
- Если водитель подъехал к перекрестку, и других транспортных средств нет, водитель может продолжить движение.
- Если на перекрестке имеются одно или более транспортные средство, водитель должен уступить им дорогу, и затем продолжить движение.
- Если транспортное средство подъезжает взад другому движущемуся транспортному средству, водитель транспортного средства спереди продолжит движение перед тем, кто сзади.
- Если водитель подъехал к перекрестку одновременно с другим транспортным средством, транспортное средство, находящееся справа, имеет преимущество.
- Если два транспортных средства подъезжают к перекрестку одновременно, и никто не находится справа, они могут продолжить движение прямо одновременно. Если одно транспортное средство намерено повернуть, а другое — проехать прямо, преимущество будет у транспортного средства, едущего прямо.
- Если два транспортных средства подъезжают к перекрестку одновременно, и один намеривает повернуть направо, и другой налево, преимущество будет у транспортного средства, поворачивающего направо.

На таких перекрестках очень важно использовать указатели поворота. Часто транспортные средства могут совершать манёвры одновременно, не следуя правилам, указанным выше. Если непонятно, у кого преимущество, водители должны двигаться на своё усмотрение, с осторожностью, пока они не проедут перекресток. В некоторых штатах США, например в Айдахо, велосипедисты могут проезжать такие перекрёстки без остановки, но должны руководствоваться правилами их проезда. В Австралии водители должны уступать транспортных средствам справа от них после остановки.

## Применение
В США, Manual on Uniform Traffic Control Devices (MUTCD) определяет стандарты применения всесторонней остановки. На всех сторонах перекрёстка, где организовывается движение таким способом, устанавливается знак «Движение без остановки запрещено», с табличкой «All-Way». Ранние издания MUTCD разрешали указывать количество направлений на табличках, например «2-Way», «3-Way», «4-Way». Согласно MUTCD, установка всесторонней остановки должна основываться на исследовании этого перекрестка, чтобы удостовериться в соответствии с минимальной интенсивности движения, и безопасностью. Такие перекрестки обычно встречаются на дорогах с низкой интенсивностью движения, где установка светофора невыгодна.
Всесторонняя остановка также может применяться на аварийных перекрёстках, и также как временное решение для снижения скорости движения для перехода дороги пешеходами, до установки светофора. Также MUTCD поощряет применение всесторонней остановки на перекрестках в жилых зонах, если исследование покажет, что пропускная способность перекрёстка увеличится. Несмотря на рекомендации, такими перекрёстками часто злоупотребляют из-за политического давления жителей.
Светофоры иногда мигают красным во все направления из-за неисправности, или намеренно для уменьшения задержек. Когда светофор мигает красным во все направления, светофор превращается в законную всестороннюю остановку. Светофоры также могут мигать жёлтым на главной дороге, и красным на второстепенной дороге вне час пика для уменьшения задержек. В этом случае только транспортные средства на второстепенной дороге должны остановиться и уступить дорогу.
Если светофор отключен, правила многих штатов обязывают водителей считать этот перекрёсток как всестороннюю остановку.

## Преимущества и недостатки
Главный повод для установки знаков «Движение без остановки запрещено» является повышение безопасности дорожного движения. Согласно международному исследованию перекрёстков, где используется такая система, такая система снижает количество аварий до 45 %. Но с учётом альтернативных способов организации движения, и некоторых недостатков таких перекрёстков, Handbook of Road Safety Measures рекомендует использование всесторонней остановки на второстепенных дорогах вдали от крупных городов. Ещё одним преимуществом такой системы является снижение скорости движения, что даёт больше времени водителям оценить дорожную обстановку, что особенно полезно, когда видимость пересекаемой дороги затруднена.
Некоторые из недостатков всесторонней остановки — это:
- Повышение выброса углеводородов
- Повышение средней задержки
- Повышение нагрузки на тормозные колодки
- Препятствие движения велосипедистов

- Тот факт, что после установки знаков «Движение без остановки запрещено», убирать их небезопасно, так как аварии могут увеличиться до 40 %. После организации всесторонней остановки замена другими способами организации движения сложно и опасно, так как привыкшие водители могут продолжать ожидать остановку со всех направлений.

## Мировые сравнения
Только несколько стран, кроме США и Канады, имеют перекрёстки такого типа. Условия установки знаков «Движение без остановки запрещено» могут запрещать установку их на всех направлениях, как, например, с 2002 года в Великобритании. В Швеции такие перекрёстки (Flervägsstopp) были испытаны с 1980-х годов, но редко используются.
Такие перекрестки также распространены в ЮАР, где преимущество у того транспортного средства, которое остановилось первее другого.
В Европе перекрестки с круговым движением используются для обозначения одинакового преимущества всех дорог. (Круговое движение — редкость в США, так как ранние неудачи в использовании их заставили инженеров отказаться от них, пока не появилось современное круговое движение в конце 20 века) Также во многих странах (в том числе и России) применяется правило «помеха справа».